# Munna lukini
Munna lukini là một loài chân đều trong họ Munnidae. Loài này được Kussakin & Mezhov miêu tả khoa học năm 1979.